# Mark Heather
Pour les articles homonymes, voir Heather.

Mark Heather, né le 13 décembre 1976 à Portsmouth, est un joueur de squash représentant l'Angleterre. Il atteint la 39e place mondiale en octobre 2006, son meilleur classement.